# Parabellum MG 14
La Parabellum MG 14 (citata anche come Flugzeug-MG Parabellum o mitragliatrice per "aggeggivolanti") è una mitragliatrice in calibro 7,92 mm Mauser, destinata ad uso aeronautico, ideata nel 1914 e prodotta durante tutta la prima guerra mondiale dalla azienda del impero tedesco Deutsche Waffen- und Munitionsfabriken (DWM). 

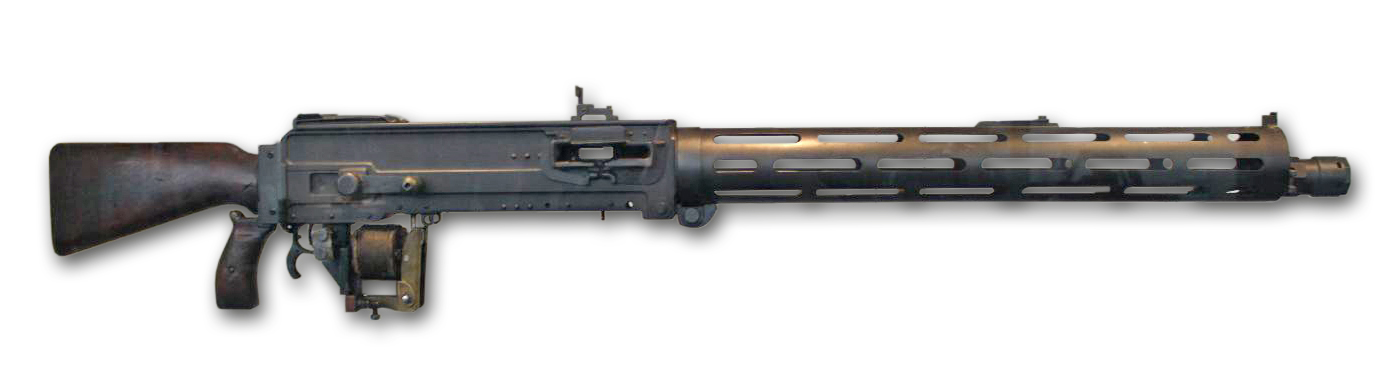
MG 14

Risulta un adattamento del modello MG 08 per l'impiego su aeromobili e Zeppelin, dove il nastro delle munizioni fu racchiuso in un tamburo, il telaio venne alleggerito e la camicia di raffreddamento venne convertita da acqua ad aria. La cadenza di fuoco era di 700 colpi/minuto.

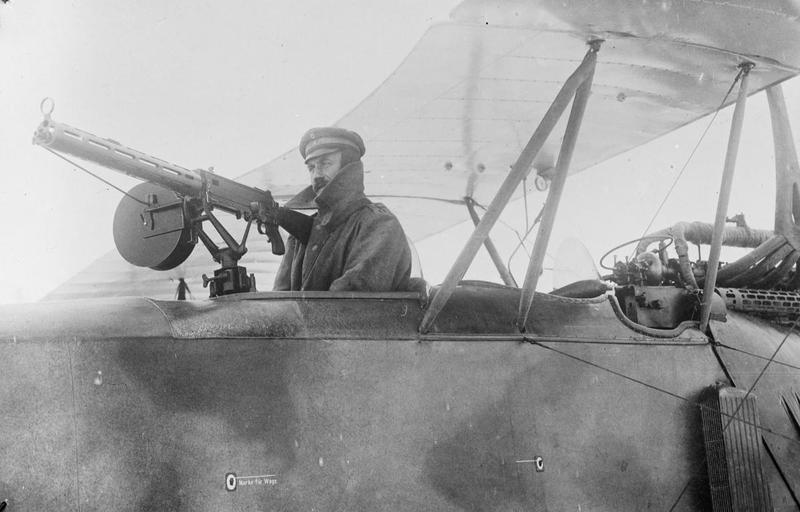
Osservatore aereo con MG a tamburo

## Storia

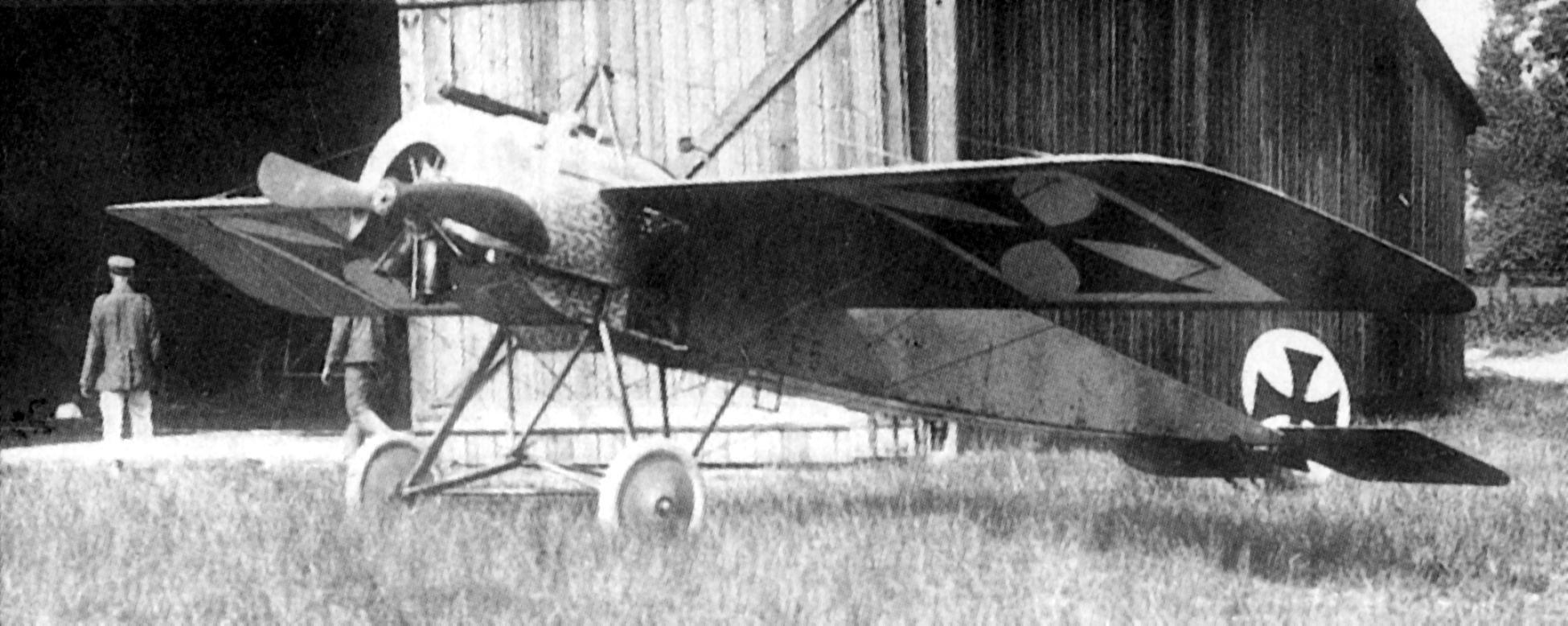
Prototipo del Fokker Eindecker del luogotenente Kurt Wintgens "E.5/15" che utilizzava una Parabellum MG 14 sincronizzata con l'elica nel mese di luglio 1915

Il primo MG 14 apparve nel 1914 su aerei con eliche blindate, che permettevano ai piloti di spararci attraverso; tuttavia, il sistema venne abbandonato l'anno successivo, con l'introduzione della sincronizzazione tra elica e mitragliatrice. L'MG 14 venne testata sul pionieristico Fokker, ma l'affidabilità della mitragliatrice alla fine si rivelò insoddisfacente, benché il meccanismo di fuoco ad otturatore chiuso, fosse una caratteristica desiderabile per la sincronizzazione. La mitragliatrice venne comunque impiegata nelle occasioni in cui non era necessaria la sincronizzazione: come arma per gli osservatori a bordo degli aerei da ricognizione o per le postazioni difensive degli Zeppelin.